# Forests perennifòlies de les Muntanyes Daba
Les Forests de fulla perenne de les Muntanyes Daba són una ecoregió en perill d'extinció segons la llista Global 200, ubicada a les muntanyes Daba a la Xina. Els boscos formen part de boscos de fulla ampla i mixtos temperats que contenen arbres de coníferes i de fulla ampla cobrint una franja de la Xina Central. Aquí els boscos proporcionen una àrea de transició entre boscos de fulla perenne al sud i boscos caducifolis al nord. Els boscos de fulla perenne de les muntanyes Daba cobreixen zones del nord-est de la província de Sichuan, del sud de la província de Shaanxi, de la meitat nord del municipi de Chongqing i de l'oest de la província d'Hubei.
Els boscos de fulla perenne de les muntanyes Daba palesen una gran varietat d'espècies endèmiques. Les elevacions més baixes contenen roures i lamiàcies arbòries, i les elevacions més altes donen suport a pins com el pi roig xinès i el pi blanc xinès. Algunes de les altres espècies arbòries significatives inclouen la metasequoia, arbre dels mocadors, el Tetracentron, el Cercidiphyllum japonicum, l'Emmenopterys henryi i l'Eucommia ulmoides.
La indústria humana de la regió ha estat molt de temps depenent de la tala i de la recol·lecció per l'extracció de medicaments. Una de les principals zones protegides dels boscos és la Reserva Natural Nacional de Shennongjia a Hubei.

## Biodiversitat
Dins de l'ecoregió, la muntanya Shennongjia dona suport a diverses espècies de mamífers amenaçats, com ara el rinopitec daurat (Rhinopithecus roxellana), lleopard (Panther pardus) i cérvols mesquers pigmeus. El faisà venerat (Syrmaticus reevessi) també creix aquí. Alguns mamífers salvatges sovint entren en conflicte amb els residents locals que viuen dins de la reserva. El senglar (Sus scrofa), l'os negre de l'Himàlaia (Selenarctos thibetanus) i el macaco rhesus són un dels problemes més complicats.
En aquesta ecoregió es produeixen tres plantes protegides de primer nivell. Metasequoia glyptostroboides és el descendent d'un gènere de coníferes sorgit fa 100 milions d'anys i que tenia una àmplia distribució a tot l'hemisferi nord fins al Terciari, fa uns 20 milions d'anys. Una vegada que es pensava extingit, es van descobrir llocs de relíquia d'aquesta conífera caduca a la dècada de 1940 a Daba Shan. Ara es pensa que una població molt més àmplia d'aquesta espècie va ser delmada durant l'edat de gel del Plistocè, així com els peus de la sequoia de Califòrnia, un altre membre de la Taxodiaceae. Aquelles espècies antigues que van sobreviure es van protegir durant el Plistocè a les càlides vessants sud de la Daba Shan.
l'arbre dels mocadors (Davidia involucrata) i la conífera (Taiwania flousiana) també es donen aquí. Aquestes tres espècies es reconeixen perquè són primitives i es van reduir molt durant les glaciacions del Plistocè.